# Діогу Жота
Діогу Жозе Тейшейра да Сілва (порт. Diogo José Teixeira da Silva, 4 грудня 1996, Масарелуш — 3 липня 2025), більш відомий як Діогу Жота (порт. Diogo Jota) — португальський футболіст, що грав на позиції нападника і крайнього півзахисника.
Виступав, зокрема, за «Порту», «Вулвергемптон», а також молодіжну збірну Португалії.
Загинув внасділок ДТП в іспанський провінції Самора 3 липня 2025 року.

## Клубна кар'єра

### «Пасуш-де-Феррейра»
Народився 4 грудня 1996 року в Масарелуші (Порту). Вихованець юнацьких команд футбольних клубів «Гондомар» та «Пасуш де Феррейра».
На початку сезону 2014—2015 був переведений до основного складу «Пасуш де Феррейра», а дебют на дорослому рівні відбувся 19 жовтня 2014 року у матчі із командою «Atlético S.C.» за Кубок Португалії з футболу, команда Діогу Жоти впевнено перемогла з рахунком 4-0.
Жота вперше з'явився в Прімейра-лізі 20 лютого 2015 року, вийшовши на заміну замість Діого Росадо, в домашній грі проти «Віторії Гімарайнш» 2–2. Свої перші голи в турнірі він забив 17 травня, зробивши дубль у домашньому матчі з командою «Академіка» 3–2, ставши наймолодшим гравцем, який забив гол за клуб на вищому рівні.
30 травня 2015 року Жота підписав новий п'ятирічний контракт з «Пасуш де Феррейра». У першій грі сезону 2015–2016 команда здобула перемогу над «Академікою» 1–0 на стадіоні «Ештадіу да Капіталь ду Мувель», а Жота був вилучений в кінці гри за штовхання із гравцем команди суперника Уго Секо.

### «Атлетіко Мадрид»
Своєю грою Діогу привернув увагу представників тренерського штабу клубу «Атлетіко», до складу якого приєднався 14 березня 2016 року. Оскільки молодий гравець не витримав конкуренції, 26 серпня 2016 року, його віддали в оренду у «Порту».

### «Порту» (оренда)
У складі «Порту» більшість часу був основним гравцем команди. 1 жовтня Діогу зробив хет-трик у першому таймі виїзного матчу проти «Насьонала», забивши свої перші голи за «Порту», гра завершилася із рахунком 0–4. Жота також взяв участь у Лізі чемпіонів УЄФА сезону 2016–17, забивши свій перший гол на турнірі 7 грудня, у домашній грі проти англійського «Лестер Сіті».

### «Вулвергемптон Вондерерз»
25 липня 2017 року Жота, на правах оренди, перейшов до клубу чемпіонату Англії «Вулвергемптон Вондерерз». 5 серпня в матчі проти «Мідлсбро» дебютував у Чемпіоншипі. Свій перший гол забив 15 серпня у матчі із «Галл Сіті».
30 січня 2018 року було оголошено, що Діогу Жота буде викуплений на постійній основі, сума відступних становила 14 мільйонів євро. Угода набула чинності 1 липня 2018 року.
У своєму першому сезоні на «Мо́лінью Сте́діум» Жота забив 17 голів, посівши п'яте місце в топі найкращих бомбардирів чемпіонату. У цьому сезоні «Вовки» домоглися підвищення в класі та вийшли до Прем'єр-ліги з першого місця.
Через правила англійської футбольної ліги, Діогу носив своє законне прізвище «JOTA» на футболці в Чемпіоншипі, але зміг змінити його на «DIOGO J» у Прем'єр-лізі.
Жота дебютував у вищій лізі Англії 11 серпня 2018 року, провівши повні 90 хвилин у домашньому матчі проти «Евертона». Свій перший гол у змаганнях він забив 5 грудня, допомігши своїй команді обіграти «Челсі» із рахунком 2–1. Другий гол стався через чотири дні у ворота «Ньюкасл Юнайтед», де «Вулвергемптон» здобув перемогу з таким же рахунком.
19 січня 2019 року Жота тричі відзначився у грі із «Лестер Сіті» — це був його другий хет-трик у кар'єрі. При цьому, він став лише другим португальським гравцем, який забив три голи в одному матчі Прем'єр-ліги, після Кріштіану Роналду.
16 березня 2019 року, Жота відзначився у воротах «Манчестер Юнайтед» в рамках гри за Кубок Англії 2018–2019, що допомогло «Вовкам» вперше, із 1998 року вийти у півфінал даного змагання.
25 липня 2019 року Жота забив гол у матчі клубом «Крузейдерс» у другому раунді кваліфікації Ліги Європи, який став першим європейським голом «Вовків» з жовтня 1980 року.
12 грудня 2019 року, у фінальній грі групового етапу Ліги Європи, вдома, з «Бешикташем», Жота замінив співвітчизника Рубена Невеша, вийшовши на заміну на 56-й хвилині, за рахунку 0–0 і забив вже через 72 секунди з моменту появи на полі та відзначився хет-триком протягом дванадцяти хвилин. Гра завершилась перемогою «Вулвергемптона» 4–0. 20 лютого він зробив ще один хет-трик, перемігши з таким же рахунком  «Еспаньйол» у першому матчі 1/32-ї фіналу Ліги Європи.
Свій 131-й і останній вихід на поле за «Вовків» Жота здійснив 11 серпня 2020 року, у другому таймі чвертьфінального матчу Ліги Європи проти «Севільї», а 44-й і останній гол забив місяцем раніше, у матчі Прем'єр-ліги, з «Евертоном» 12 липня 2020 року.

### «Ліверпуль»

#### Сезон 2020—2021
19 вересня 2020 року Жота приєднався до «Ліверпуля» та підписав довгострокову угоду, сума трансферу склаладає 41 мільйон фунтів стерлінгів, яка може зрости на 4 мільйона фунтів стерлінгів, через прописані в контракті бонуси.
Він дебютував у Кубку Англії через п'ять днів, вийшовши на заміну в другому таймі проти «Лінкольн Сіті» (7–2). 28 вересня він забив свій перший гол у дебютному матчі в Прем'єр-лізі за клуб, допомігши перемогти «Арсенал» на Енфілді із рахунком 3–1. 25 жовтня Жота забив переможний гол у матчі із «Шеффілд Юнайтед» на Енфілді 2–1. Через три дні Діогу забив 10 000-й гол клубу в історії, відзначившись у воротах «Мідтьюлланна» в Лізі чемпіонів УЄФА. 3 листопада зробив хет-трик у матчі Ліги чемпіонів УЄФА з «Аталантою» загальний рахунок гри 5–0. Таким чином, Жота став першим гравцем після Роббі Фаулера в 1993 році, який забив 7 голів у своїх перших 10 матчах за Ліверпуль. Також, Діогу став третім в історії португальцем, після Кріштіану Ронаду і Руя Педру, якому вдалолся забити три м'ячі в одному матчі розіграшу Ліги Чемпіонів. 22 листопада Жота забив другий гол у переможному матчі проти «Лестер Сіті» 3–0 , ставши першим гравцем «Ліверпуля», який забив гол у кожному зі своїх перших чотирьох домашніх матчів у Прем'єр-лізі. За свої виступи в жовтні, Жота був визнаний гравцем місяця «Ліверпуля» вболівальниками клубу. Жота завершив свій дебютний сезон у клубі, забивши дев'ять голів у Прем'єр-лізі, в тому числі пам'ятний м'яч у ворота «Манчестер Юнайтед» 4–2, який допоміг «Ліверпулю» зайняти третє місце в Прем'єр-лізі та вийти в Лігу чемпіонів.

#### Сезон 2021—2022
14 серпня 2021 року Жота забив перший гол «Ліверпуля» у сезоні Прем'єр-ліги 2021—2022 років у виїзному матчі проти «Норвіч Сіті» 3–0. Жота також забив головою у другій грі Ліверпуля в сезоні Прем'єр-ліги проти «Бернлі». 24 жовтня Діогу відзначився голом у виїзній грі проти головного суперника «Ліверпуля» «Манчестер Юнайтед» на Олд Траффорд 0–5. 3 листопада він відкрив рахунок у домашній грі в Лізі чемпіонів УЄФА, проти свого колишнього клубу Атлетіко Мадрид 2–0 , завдяки цій перемозі Ліверпуль зайняв у групі перше місце. 20 листопада Жота забив свій п'ятий гол у чемпіонаті у матчі з Арсеналом 4–0, а через тиждень відзначився дублем проти Саутгемптона 4–0. 1 грудня Діогу забив четвертий гол «Ліверпуля» у виїзному матчі з «Евертоном» 4–1 у мерсісайдському дербі, а клуб став першою командою в історії англійської вищої ліги, яка забила щонайменше два голи у вісімнадцяти поспіль матчах, у всіх змаганнях. За свої виступи в листопаді Жота був визнаний гравцем місяця за версією Професійної Футбольної Асоціації PFA. 16 грудня Жота забив перший гол «Ліверпуля» у домашній грі з «Ньюкасл Юнайтед» 3–1 , це була 2000-на перемога «Ліверпуля» у вищому дивізіоні чемпіонату Англії.
20 січня 2022 року, у матчі-відповіді півфіналу Кубка ліги, Жота забив обидва голи у виїзній грі з Арсеналом 2–0 і вивів Ліверпуль у фінал. 27 лютого, після безгольової нічиї проти «Челсі», Жота забив пенальті в серії одинадцятиметрових ударів, що допомогло «червоним» потрапити до першого фіналу Кубку Англії за останні десять років.

#### Сезон 2022—2023
Під час передсезонної підготовки, Діогу отримав травму підколінного сухожилля і пропустив початок сезону. 2 серпня 2022 року, Жота підписав новий довгостроковий контракт з клубом.
17 квітня 2023 року, забив два голи у переможному виїзному матчі 6–1 «Ліверпуля» проти «Лідс Юнайтед». У квітні португальця номінували на нагороду «Гравець місяця Прем'єр-ліги».

#### Сезон 2023—2024
19 серпня, Діогу відзначився голом у переможній грі 3–1 над «Борнмутом». 5 жовтня Жота забив свій перший гол у Лізі Європи УЄФА 2023–24, у переможній грі групового етапу 2–0 проти бедьгійського клубу «Юніон Сент-Жилуаз».
У січні 2024 року, отримав нагороду Гравець місяця Прем'єр-ліги. 21 квітня в матчі проти «Фулгема» португалець отримав травму і пропустив решту матчів «Ліверпуля» сезону 2023–24.

#### Сезон 2024—2025
5 жовтня Жота провів свій 100-й матч у стартовому складі клубу, забивши єдиний гол у виїзній перемозі над «Крістал Пелес». 28 квітня «Ліверпуль» виграв Прем'єр-лігу сезону 2024–25, здобувши четвертий і останній трофей для Діогу з клубом.

## Виступи за збірні
2014 року дебютував у складі юнацької збірної Португалії, взяв участь у 9 іграх на юнацькому рівні, відзначившись 5-ма забитими м'ячами.
Протягом 2015—2018 років залучався до складу молодіжної збірної Португалії. На молодіжному рівні зіграв у 20-ти офіційних матчах, забивши 8-м голів.
У 2017 році, у складі молодіжної збірної Португалії взяв участь в молодіжному чемпіонаті Європи у Польщі. На турнірі зіграв проти Сербії і Македонії.
25 травня 2018 року, забив гол у товариському матчі з Італією, який закінчився перемогою португальців 3:2.
В березні 2019 року був вперше викликаний до табору національної збірної Португалії на матчі кваліфікації до ЄВРО-2020 проти збірних України та Сербії. Незважаючи на те, що Жота не з'являвся на газоні, разом з командою він у червні 2019 став переможцем Ліги націй УЄФА.
14 листопада цього ж року, Жота дебютував за збірну, замінивши Кріштіану Роналду на 84-й хвилині в матчі кваліфікації до ЄВРО-2020 проти збірної Литви, в якому Португалія перемогла 6:0.
Свій перший гол за збірну, Жота забив 5 вересня 2020 року в домашній грі з Хорватією, в матчі Ліги Націй УЄФА 4:1.
Жота увійшов до фінальної заявки національної збірної Португалії на відкладений турнір ЄВРО-2020, забив гол у ворота збірної Німеччини на груповому етапі. Діогу взяв участь у всіх матчах збірної Португалії в турнірі.
У складі збірної учасник ЄВРО-2024.
Переможець Ліги націй УЄФА 2025.

## Приватне життя
Діогу Жота був затятим геймером і станом на 6 лютого 2021 року посідав №1 у рейтингу FIFA 2021. Він мав власну кіберспортивну команду «Diogo Jota eSports», він регулярно проводив трансляції на Twitch. Під час карантину COVID-19, брав участь у серії матчів ФІФА 2020, які проводила Прем'єр-ліга, де у півфіналі переграв Олександра Зінченка і у фіналі переміг майбутнього товариша по команді Трента Александера-Арнольда.
Жота був у цивільному шлюбі з Руте Кардозу, в лютому 2021 року у них народився син Дініс.

## Загибель
3 липня 2025 року вночі Жота загинув внаслідок автомобільної аварії в муніципалітеті Сернаділья провінції Самора в Іспанії у віці 28 років, разом зі своїм 25-річним братом Андре Сілвою. Аварія сталася на автомагістралі A-52, що з'єднує північ Португалії та Іспанію. Цивільна гвардія Іспанії заявила, що у Lamborghini Жота стався прокол шини під час обгону, внаслідок чого він з'їхав з дороги, а потім загорівся.

## Статистика виступів

### Клуби
| Клуб                               | Сезон             | Чемпіонат         | Чемпіонат | Чемпіонат | Національний кубок | Національний кубок | Кубок Ліги | Кубок Ліги | Єврокубки | Єврокубки | Разом | Разом |
| Клуб                               | Сезон             | Ліга              | Матчі     | Голи      | Матчі              | Голи               | Матчі      | Голи       | Матчі     | Голи      | Матчі | Голи  |
| ---------------------------------- | ----------------- | ----------------- | --------- | --------- | ------------------ | ------------------ | ---------- | ---------- | --------- | --------- | ----- | ----- |
| «Па́суш-де-Ферре́йра»                | 2014–15           | Прімейра-Ліга     | 10        | 2         | 1                  | 1                  | 0          | 0          | —         | —         | 11    | 3     |
| «Па́суш-де-Ферре́йра»                | 2015–16           | Прімейра-Ліга     | 31        | 12        | 1                  | 0                  | 2          | 0          | —         | —         | 34    | 12    |
| «Па́суш-де-Ферре́йра»                | Разом             | Разом             | 41        | 14        | 2                  | 1                  | 2          | 0          | —         | —         | 45    | 15    |
| «Атлетіко Мадрид»                  | 2016–17           | Ла-Ліга           | 0         | 0         | —                  | —                  | —          | —          | —         | —         | 0     | 0     |
| «Атлетіко Мадрид»                  | Разом             | Разом             | 0         | 0         | —                  | —                  | —          | —          | —         | —         | 0     | 0     |
| «Порту» (оренда)                   | 2016–17           | Прімейра-Ліга     | 27        | 8         | 1                  | 0                  | 1          | 0          | 8         | 1         | 37    | 9     |
| «Порту» (оренда)                   | Разом             | Разом             | 27        | 8         | 1                  | 0                  | 1          | 0          | 8         | 1         | 37    | 9     |
| «Вулвергемптон Вондерерз» (оренда) | 2017–18           | Чемпіоншип        | 44        | 17        | 1                  | 1                  | 1          | 0          | —         | —         | 46    | 18    |
| «Вулвергемптон Вондерерз»          | 2018–19           | Прем'єр-ліга      | 33        | 9         | 3                  | 1                  | 1          | 0          | —         | —         | 37    | 10    |
| «Вулвергемптон Вондерерз»          | 2019–20           | Прем'єр-ліга      | 34        | 7         | 0                  | 0                  | 0          | 0          | 14        | 9         | 48    | 16    |
| «Вулвергемптон Вондерерз»          | Разом             | Разом             | 111       | 33        | 4                  | 2                  | 2          | 0          | 14        | 9         | 131   | 44    |
| «Ліверпу́ль»                        | 2020–21           | Прем'єр-ліга      | 19        | 9         | 0                  | 0                  | 2          | 0          | 9         | 4         | 30    | 13    |
| «Ліверпу́ль»                        | 2021–22           | Прем'єр-ліга      | 35        | 15        | 5                  | 2                  | 4          | 3          | 11        | 1         | 55    | 21    |
| «Ліверпу́ль»                        | 2022–23           | Прем'єр-ліга      | 22        | 7         | 0                  | 0                  | 0          | 0          | 6         | 0         | 28    | 7     |
| «Ліверпу́ль»                        | 2023–24           | Прем'єр-ліга      | 21        | 10        | 2                  | 1                  | 4          | 1          | 5         | 3         | 32    | 15    |
| «Ліверпу́ль»                        | 2024–25           | Прем'єр-ліга      | 26        | 6         | 2                  | 1                  | 5          | 2          | 4         | 0         | 37    | 9     |
| «Ліверпу́ль»                        | Разом             | Разом             | 123       | 47        | 9                  | 4                  | 15         | 6          | 35        | 8         | 182   | 65    |
| Всього за кар'єру                  | Всього за кар'єру | Всього за кар'єру | 302       | 102       | 16                 | 7                  | 20         | 6          | 57        | 18        | 395   | 133   |

### Національна збірна
Станом на  8 червня 2025 року
| Збірна     | Рік   | Матчі | Голи |
| ---------- | ----- | ----- | ---- |
| Португалія | 2019  | 2     | 0    |
| Португалія | 2020  | 8     | 3    |
| Португалія | 2021  | 12    | 5    |
| Португалія | 2022  | 7     | 2    |
| Португалія | 2023  | 7     | 2    |
| Португалія | 2024  | 10    | 2    |
| Португалія | 2025  | 3     | 0    |
| Разом      | Разом | 49    | 14   |

## Титули та досягнення
- Володар Кубка Футбольної ліги (2):

«Ліверпуль»: 2021-22, 2023-24
- Володар Кубка Англії (1):

«Ліверпуль»: 2021-22
- Володар Суперкубка Англії (1):

«Ліверпуль»: 2022
- Чемпіон Англії (1):

«Ліверпуль»: 2024-25
Збірні
- Переможець Ліги націй УЄФА (2): 2018-19, 2024-25